# Dębe Małe (Mińsk)
Pour les articles homonymes, voir Dębe Małe.
Dębe Małe (prononciation : [ˈdɛmbɛ ˈmawɛ]) est un village polonais de la gmina de Latowicz dans le powiat de Mińsk de la voïvodie de Mazovie dans le centre-est de la Pologne.
Il se situe à environ 5 kilomètres à l'ouest de Latowicz (siège de la gmina), 23 kilomètres au sud-est de Mińsk Mazowiecki (siège du powiat) et à 56 kilomètres au sud-est de Varsovie (capitale de la Pologne).
Le village compte approximativement une population de 290 habitants en 2010.

## Histoire
De 1975 à 1998, le village appartenait administrativement à la voïvodie de Siedlce.